# Байрон, Ричард, 2-й барон Байрон
Сэр Ричард Байрон (англ. Sir Richard Byron; 1606 — 4 октября 1679) — английский аристократ, 2-й барон Байрон с 1652 года.
Ричард Байрон принадлежал к влиятельному рыцарскому роду, представители которого с XI века владели землями в Ноттингемшире и с 1322 года заседали в парламенте. Он родился в 1599 году и стал вторым сыном сэра Джона Байрона и Анны Молино. Учился в Оксфордском университете, где получил степень магистра искусств. Во время гражданской войны сражался на стороне короля Карла I (в частности, в битве при Эджхилле), был посвящён в рыцари в 1642 году. После смерти в 1652 году старшего брата Джона Байрона унаследовал семейные владения и титул барона Байрона. В 1660 году занял место в восстановленной Палате лордов.
Сэр Ричард был женат на Элизабет Росселл, дочери Гервазия Росселла и Маргарет Уолли. В этом браке родились шестеро детей, в том числе Уильям, 3-й барон Байрон, и Кэтрин, жена сэра Уильяма Стэнхоупа. После смерти супруги барон женился во второй раз — на Элизабет Бут, дочери сэра Джорджа Бута, 1-го баронета, и Катарины Андерсон.